# 二(4-吡啶基)乙炔
二(4-吡啶基)乙炔是一种有机化合物，化学式为C12H8N2。

## 制备
将1,2-二(4-吡啶基)乙烯进行溴化反应，然后用氢氧化钠处理，再用叔丁醇钠脱溴化氢，得到二(4-吡啶基)乙炔。